# جان فرانسوا ماير
جان فرانسوا ماير هو مؤرخ سويسري، ولد في 25 أبريل 1957 في فريبورغ في سويسرا.